# Cimetière militaire allemand de Champs
Le cimetière militaire allemand de Champs est un cimetière militaire datant de la Première Guerre mondiale situé sur le territoire de la commune de Champs, dans le département de l'Aisne.

## Historique
Le cimetière militaire allemand de Champs a été créé en 1919, en même temps que la nécropole nationale. Une partie des dépouilles inhumées sont celles de soldats tués dans le secteur de Soissons, au cours des combats d'août-septembre 1914 et de janvier 1915 à mars 1917, au moment du repli allemand   sur la ligne Hindenburg ou des suites de leurs blessures dans des hôpitaux militaires. 1 400 corps sont ceux de soldats tués au cours de combats entre avril et octobre 1918

## Description
Dans le cimetière allemand de Champs, 2 567 corps de soldats allemands sont inhumés, 1 800 dans des tombes individuelles matérialisées par des croix en pierre et 1 800 sont inhumés dans des tombes individuelles - dont 7 n'ont pas été identifiés - 757 sont inhumés dans deux ossuaires - dont 82 ont été identifiés.

## Galerie

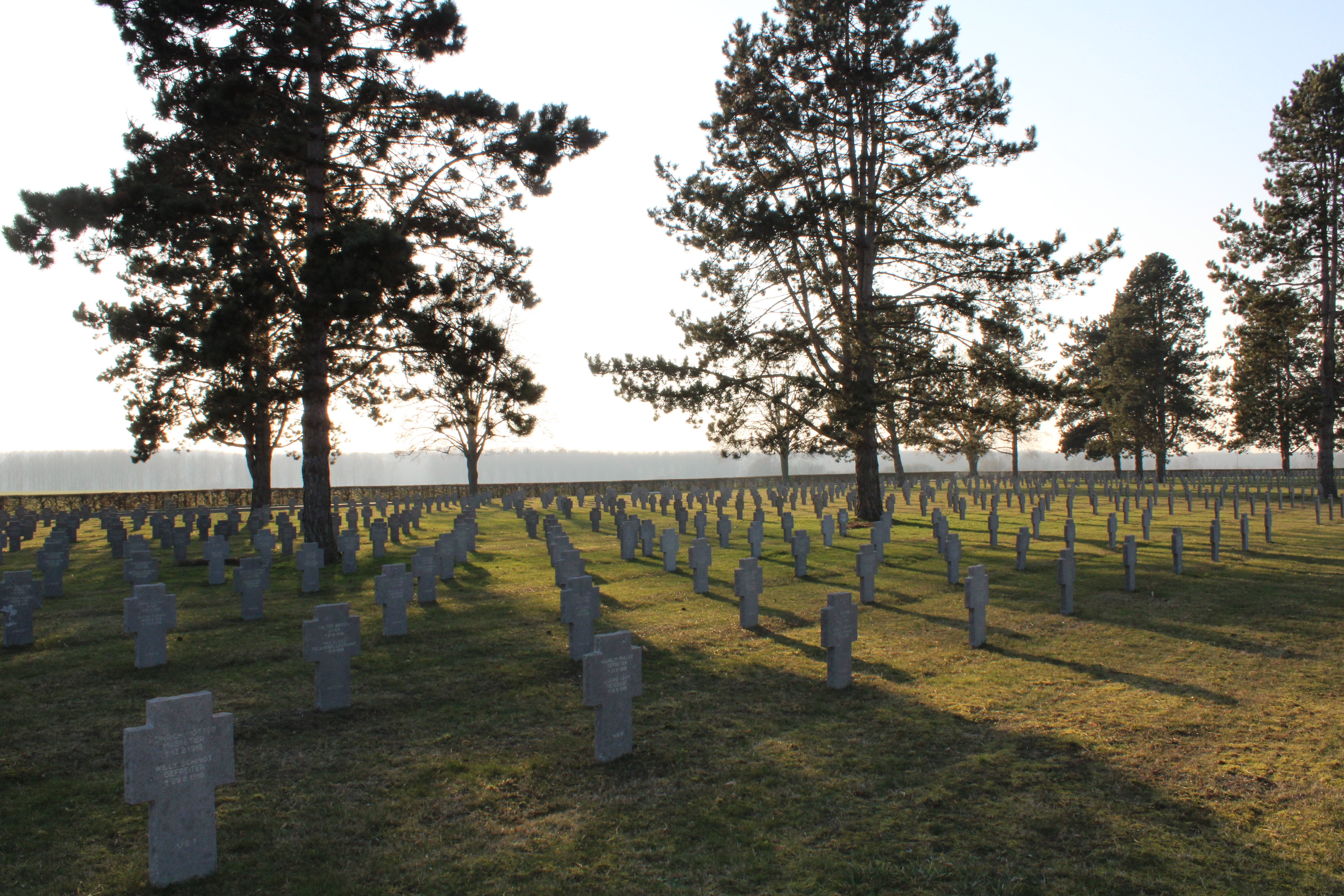
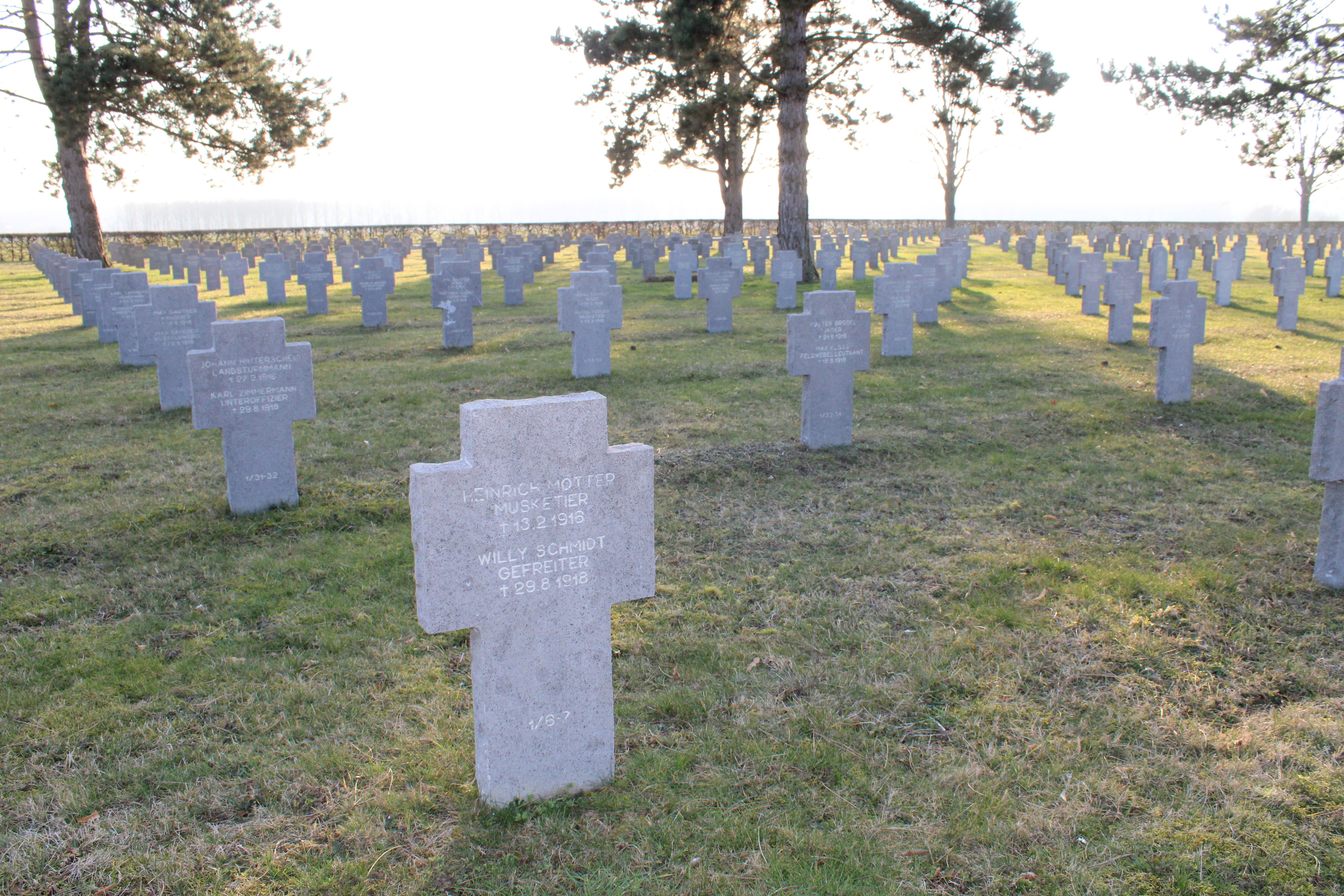
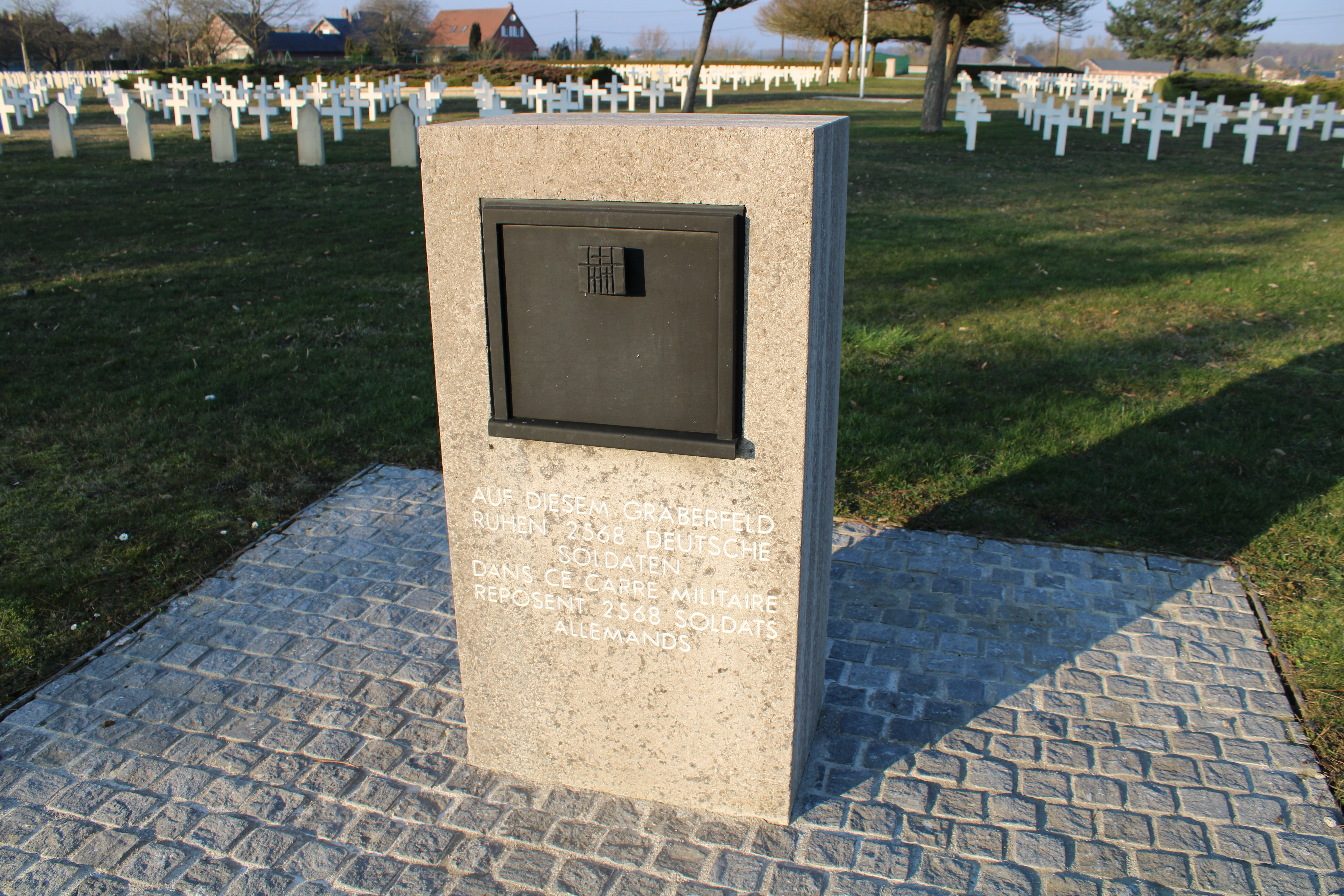
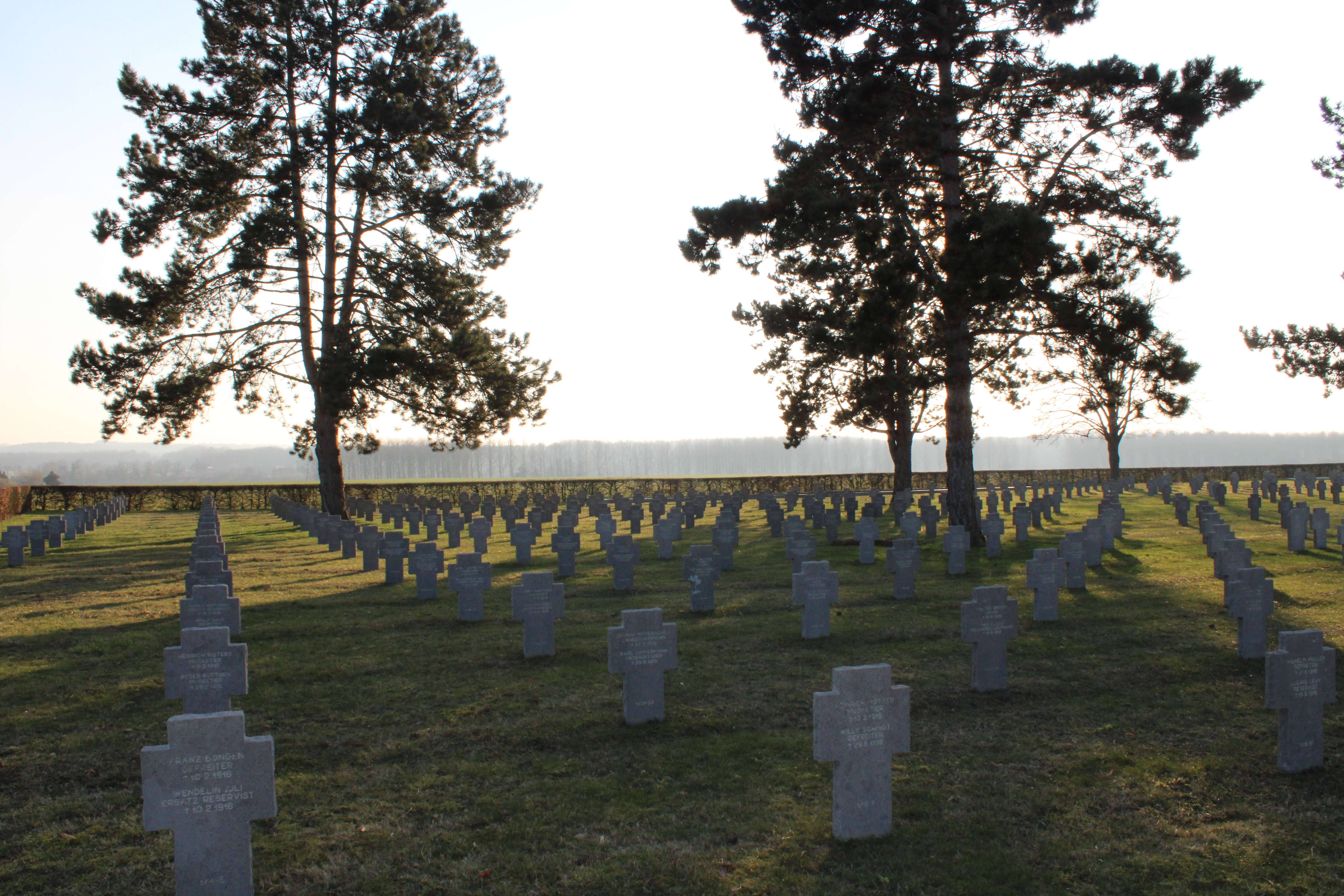